# Victor Gsovsky
Œuvres principales
Grand Pas Classique
Victor Gsovsky (russe : Виктор Иванович Гзовский né le 12 janvier 1902 à Saint-Pétersbourg sous l'Empire russe et mort le 14 mars 1974 à Hambourg), danseur classique, chorégraphe et pédagogue de la danse.

## Biographie
Gsovsky est formé à la danse classique par la prima ballerina du théâtre Mariinsky, Evguenia Sokolova,,,.
En 1925, Victor Gsovsky et sa femme, la ballerine Tatjana Gsovsky, quittent la Russie soviétique et s'établissent à Berlin, en Allemagne,.
Gsovsky est danseur et chorégraphe au Staatsoper Unter den Linden.
En 1928, Victor et Tatjana Gsovsky  ouvrent leur propre école de ballet ainsi que la compagnie Ballet Gsovsky,. Ils se produisent partout en Europe. En 1937, quand le national-socialisme a déjà pris le pouvoir en Allemagne, ils partent pour Paris. Mais la Deuxième Guerre mondiale atteint la France aussi. À Paris, ils ouvrent une école de ballet et poursuivent leur carrière de chorégraphes.
Il crée différents ballets pour Lycette Darsonval : La Guimard et Vestris ; Pas de quatre ; Intermezzo.
En 1937, V. Gsovsky est maître de ballet de la Compagnie Markova-Dolin dirigée par (Alicia Markova et Anton Dolin), à l'Opéra de Paris et au Théâtre des Champs-Élysées.
En 1950, Victor Gsovsky retourne avec sa femme en Allemagne où dans les années 1950-1952 il dirige le ballet de l’Opéra d’État de Bavière. Tatjana Gsovsky est un des chorégraphes les plus marquants du ballet allemand de l'après-guerre.
Victor Gsovsky continue son activité de chorégraphe dans différents théâtres musicaux en Allemagne : à Düsseldorf, Munich (au Théâtre du Prince-Régent), Hambourg (Opéra d'État de Hambourg).
Son influence est déterminante dans le développement du ballet classique en Allemagne au moment où la danse expressionniste est en pleine expansion.

## Pédagogie
Professeur recherché pour sa rigueur académique et sa musicalité raffinée, à l'école qu'il dirige à Berlin et ensuite à Paris, se forment de nombreuses étoiles.
Parmi ses élèves: Yvette Chauviré, Nina Vyroubova, Colette Marchand, Violette Verdy, Vera Zorina, Falco Kapuste, Jean Babilée, Cyril Atanassof, Alexandre Kalioujny, Nicholas Orloff, Sophie Perrault.

## Chorégraphies
Parmi ses chorégraphies :
- Le Lac des cygnes - deuxième acte, Opéra de Paris, 1945
- Masquerade, musique de Georges Bizet - Felix Weingartner, Théâtre des Champs-Élysées, 1946 – 1948 (la date exacte est inconnue[1])
- La Sylphide, Théâtre des Champs-Élysées, Paris, France, 1948
- Grand Pas Classique, tiré de la musique du ballet-opéra Le Dieu et La Bayadere pour les danseurs Yvette Chauviré et Wladimir Skouratoff, musique de Daniel Auber, Théâtre des Champs-Élysées, Paris, 1949[8],[9]

Cette chorégraphie est devenue un classique du répertoire et devient un morceau de bravoure pour toutes les générations suivantes de danseurs.
- Hamlet, musique de Boris Blacher (avec Tatjana Gsovsky, Allemagne, 1950)
- Weg zum Licht, musique de Georges Auric (1952, Théâtre du Prince-Régent, Munich, Allemagne)
- Pas de cœur, musique de Gottfried von Einem (1952, Théâtre du Prince-Régent)
- Pas d'action, (1952)
- Cendrillon, (1957).

## Vidéographie
YouTube : Grand pas Classique (Mus Auber, Cor. Gsovsky), Sylvie Guillem and Elisabeth Platel (fragments);
Youtube: Grand pas classique - Irina Badaeva & Fethon Miozzi. Mariinsky Kirov Ballet Theatre. Oct 25, 2009;
YouTube : Somova - Ziuzin - Grand Pas Classique (Auber, Gsovsky), Mariinsky-Gala 17 novembre 2009;
YouTube : Grand Pas Classique, music by Daniel Auber, choreography by Victor Gzovsky. Dancers: Michail Kryuchkov — Chinara Alizade; Septemder 2010, etc.).